# Cornelis B. Van Niel
Cornelis Bernardus van Niel, né le 4 novembre 1897 à Haarlem (Pays-Bas) et mort le 10 mars 1985 à Carmel (Californie, États-Unis), est un microbiologiste néerlando-américain. On lui doit l'introduction de l'étude de la microbiologie générale aux États-Unis et des découvertes clés pour la compréhension et l'explication de la chimie de la photosynthèse.

## Biographie
En 1923, Cornelis van Niel obtient son diplôme d'ingénieur chimiste à l'université de technologie de Delft et devient assistant d'Albert Jan Kluyver, pionnier de la biochimie comparative. Après son doctorat en 1928, il émigre aux États-Unis pour continuer ses travaux à la Hopkins Marine Station de l'université Stanford.
En étudiant les bactéries pourpres sulfureuses et les bactéries vertes sulfureuses, il fut le premier scientifique à démontrer que la photosynthèse est une réaction d'oxydoréduction lumière-dépendante, dans laquelle l'hydrogène d'un composé oxydable réduit le dioxyde de carbone en matériel cellulaire. Cette réaction s'exprime selon l'équation :
Sa découverte prédit que l'eau (H2O) est le donneur d'hydrogène de la photosynthèse des plantes vertes et est oxydée en dioxygène (O2). L'équation chimique de la photosynthèse, démontré plus tard par Robert Hill, est une étape importante dans la compréhension de sa chimie.
En 1962, Van Niel en collaboration avec Roger Stanier propose une définition, toujours actuelle, aux  procaryotes : ce sont des cellules dont le matériel génétique n'est pas entouré d'une membrane nucléaire. Il reçoit la National Medal of Science américaine en 1963.
Van Niel est le premier promoteur de l'idée d'école de Delft en microbiologie, dont il était lui-même membre.

## Publications
- (en) R.Y. Stanier & C.B. van Niel, "The Main Outlines of Bacterial Classification", Journal of Bacteriology, October 1941, Vol.42, No.4, p.437-466. PMC 374769
- (en) R.Y. Stanier & C.B. van Niel, "The concept of a bacterium", Archiv für Mikrobiologie, Vol.42, No.1, March 1962, p.17-35. DOI 10.1007/BF00425185